# Powiat kamieński (1946–1975)
Powiat kamieński – powiat istniejący do 31 grudnia 1974 roku na terenie obecnego powiatu kamieńskiego (bez wyspy Wolin) w województwie szczecińskim. Jego ośrodkiem administracyjnym był Kamień Pomorski.